# Бобіно (театр)
48°50′23″ пн. ш. 2°19′25″ сх. д. / 48.83968889° пн. ш. 2.32358889° сх. д.

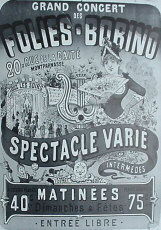
Афіша вистави Театру Бобіно

Бобіно́ (фр. Bobino) — один з найвідоміших концертних залів Парижа. Заснований у 1873 році, у середині 20-го століття на його сцені виступали відомі французькі зірки театру і кіно. Будівля концертного залу знаходиться в районі Монпарнас у 14-му окрузі Парижа.

## Історичні дані
Театр Бобіно вперше був заснований під назвою Театр Люксембург, де на початку 19-століття виступав італійський клоун-маг Бобіно. У 1873 році звели нове приміщення, в якому розміщувався ляльковий театр і кафе-кабаре. Щойно перед початком Першої світової війни з'являється концертний зал, який протягом наступних 50 років стає центром культурного життя Парижа — тут виступають відомі зірки кіно та співаки Франції. У 1958 році була проведена перша реставрація приміщення Бабіно, однак вже у 1983 році зал тимчасово закрився і лише у 1991 відкрився під новою назвою «Студія Бобіно», як одне з найбільших концертних і театральних залів столиці. Реконструкції концертного залу відбувалися також у 2006 і 2010 роках.

## Виконавці
На сцені Бобіно виступали такі відомі виконавці:
- Жозефіна Бейкер
- Жильбер Беко
- Жорж Брассанс
- Жак Брель
- Даліда
- Марі Дюба
- Колюш
- Едіт Піаф
- Ів Монтан
- Фернандель
- Емі Вайнхаус
- a-ha